# Winthrop Pickard Bell
Winthrop Pickard Bell (Halifax, 12 de mayo de 1884-4 de abril de 1965) fue un académico canadiense que enseñó filosofía en la Universidad de Toronto y Harvard. Sin embargo, quizás sea más conocido por su trabajo como historiador de Nueva Escocia.

## Biografía

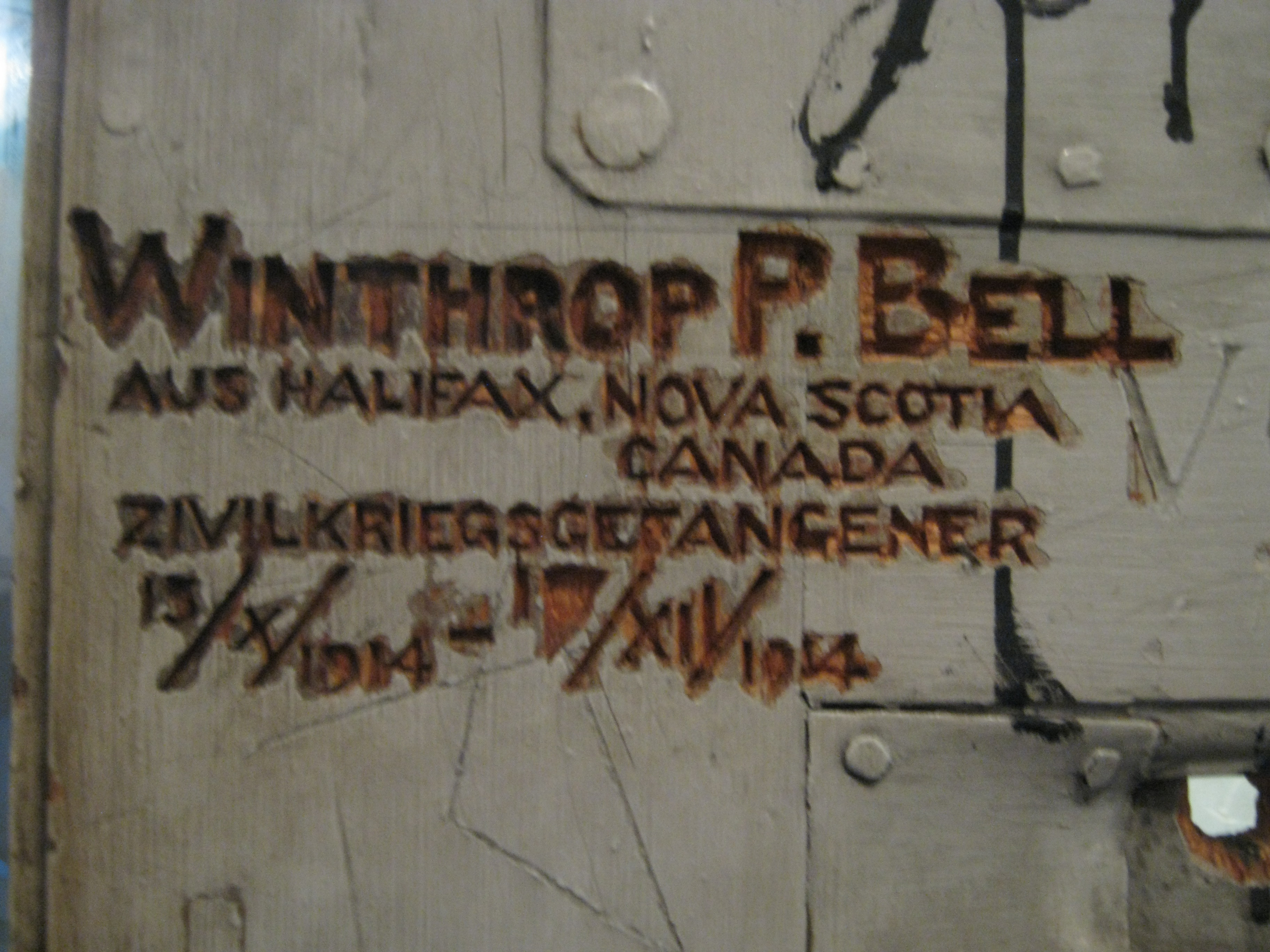
Grabado de Winthorp P. Bell en la puerta de una celda del Karzer de la Universidad de Gotinga.

Nació en Halifax, Nueva Escocia y se educó en la Universidad Mount Allison, la Universidad McGill, la Universidad de Harvard (donde estudió con Josiah Royce, sobre cuya teoría del conocimiento escribiría más tarde su tesis doctoral), en la Universidad de Leipzig y finalmente en la Universidad de Gotinga (donde completó sus estudios de doctorado con Edmund Husserl).
Durante su período en la Universidad de Gotinga creó una amistad con Edith Stein.
Durante la Primera Guerra Mundial estuvo recluido en el campo de internamiento de civiles de Ruhleben, cerca de Berlín, durante más de tres años. Después de la guerra enseñó filosofía en la Universidad de Toronto y en la Universidad de Harvard, que abandonó en 1927 para seguir una carrera en los negocios.
En sus últimos años centró sus energías en la investigación histórica, gran parte de la cual se refería al grupo de inmigrantes de mediados del siglo XVIII en Nueva Escocia conocidos como los "protestantes extranjeros". Su publicación más notable fue The "Foreign Protestants" and the Settlement of Nova Scotia, que fue publicada por la University of Toronto Press en 1961; su Register of the Foreign Protestants of Nova Scotia se publicó algunos años después de su muerte.